# БМП-3
БМП-3 — советская и российская боевая бронированная гусеничная машина, предназначенная для транспортировки личного состава к переднему краю, повышения его мобильности, вооружённости и защищённости на поле боя в условиях применения ядерного оружия и совместных действий с танками в бою.
Разработана курганским Специальным конструкторским бюро машиностроения, производится на АО «Курганмашзавод».

## История создания и производства
Разработка БМП-3 («Объект 688М») была начата в 1977 году. В 1983—1986 годах были проведены испытания и в 1987 году она была принята на вооружение Советской армии. В ходе государственных испытаний в районе мыса Опук два прототипа БМП-3 должны были на плаву на дистанции до 1500 м вести огонь по прибрежным целям из 30-мм автоматической пушки. Целью выступал танк Т-55, в результате прицел и приборы наблюдения танка были выведены из строя, 100-мм пушка была пробита в 4 местах, а на верхней лобовой детали появились изломы с трещинами. Широкой публике впервые была продемонстрирована на параде 9 мая 1990 года.
В конструкцию БМП-3 было внедрено 111 изобретений специалистов Специального конструкторского бюро машиностроения.
БМП-3 выиграла тендер и поступила на вооружение армии ОАЭ в количестве более 600 машин. Данные машины были оборудованы тепловизорным прицелом французского производства — такой же прицел используется на основном боевом танке армии ОАЭ — «Леклерк-Тропик». Бронемашина также закупалась рядом других стран. Машина показала после пробега высочайшие показатели на стрельбах, путь в 2000 км БМП-3 прошла в отличие от британских и американских машин.
В 1997 году КНР приобрела лицензию на производство боевого отделения БМП-3, которым впоследствии были вооружены китайские боевые машины пехоты ZBD-04.

### Броневой корпус и башня
БМП-3 имеет алюминиевый броневой корпус и алюминиевую башню. Алюминиевая броня защищает от пуль стрелкового оружия и осколков. По данным Московского машиностроительного завода «Знамя», лобовая броня выдерживает попадания 30-мм снарядов с дистанции 200 м. Крыша и борта выдерживают пулю Б-32 калибром 12,7 мм с дистанции 100—200 метров[уточнить]
По результатам контртеррористической операции в Сирии российские военные сочли бронирование БМП-3 недостаточным и потребовали его усилить. В итоге принято решение оснастить машины дополнительными стальными броневыми экранами и металлической решёткой для защиты от выстрелов из РПГ. В 2019 г. готовился к подписанию контракт на поставку комплектов дополнительной брони. The National Interest выяснил, что поступившая в войска в 2019 г. первая партия модернизированных БМП-3М была лишена дополнительного бронирования и систем активной защиты, впрочем Курганмашзавод сообщает, что комплекты дополнительного бронирования можно ставить и на строевые, уже находящиеся в войсках, машины. Осенью 2023 года объявлено о резком ускорении выпуска комплектов дополнительной защиты, включающих бронеэкраны и металлические решётки, производство которых относительно 2022 года увеличилось в 30 раз. Утверждается, что они монтируются на все новые БМП-3.
При установленных модулях накладной брони с учётом модулей и динамической защиты масса возрастает до 22,7 тонны, что не сказывается на надёжности ходовой части, но уменьшает её ресурс. При десантировании частичной защитой служит открываемая в вертикальное положение крыша над проходом в задней части двигателя. Топливные баки в передней части служат дополнительной защитой.

### Вооружение и приборы
На БМП-3 установлено следующее вооружение:
- 100-мм орудие / пусковая установка 2А70 весом 400 кг и технической скорострельностью 10 выстрелов в минуту, боекомплект 40 выстрелов (22 в автомате заряжания). ПТУР 9К116-3, БК — 8 ПТУР (3 в механизме заряжания).
- Автоматическая 30-мм спаренная пушка 2А72, скорострельность 330 выстрелов в минуту, боекомплект — 300 ОФЗ и 200 БТ выстрелов. Для достижения приемлемой кучности при автоматике, основанной на отдаче с длинным ходом ствола, применена подвижная муфта, соединяющая стволы 2А70 и 2А72.
- Пулеметы ПКТ 7,62х54: 2 курсовых в корпусе, управляются бойцами по бокам от механика-водителя (либо при их спешивании — дистанционно и синхронно механиком-водителем) и 1 спаренный с пушками в башне. Начальная скорость пули 855 м/с, боекомплект — 2000 патронов к каждому.
- Стабилизатор — 2Э52-2.

Возможна стрельба на плаву. Эффективная дальность стрельбы 4 км для 100-мм орудия, до 3,5—6,0 км — для ПТУР, 2 км — для 30-мм пушки. Максимальная дальность стрельбы снарядом 3УОФ19 и 3УОФ19-1 — 6,5 км.
Углы наводки 2А70 и 2А72 составляют по возвышению −6°/+60°, по азимуту 360°. Стреляные гильзы от пушки автоматически выбрасываются. Система управления огнём (СУО) имеет автоматический и ручной режимы и вводит большое количество нужных для точной стрельбы правок, возможна стрельба по низколетящим и зависшим вертолётам с применением СУО.

### Подвижность
Дизельный двигатель УТД-29 имеет малую высоту; для выхода десанта, размещаемого в средней части корпуса, используется специальный проход над двигателем. БМП-3 плавает со скоростью 10 км/ч, установлены водомёты внутри корпуса. Машина способна преодолевать стенку высотой 0,7 м, подъём 30° и крен 25°. Натяжение гусениц управляется с места механика-водителя.
Транспортабельность: железнодорожным, автомобильным, воздушным и морским транспортом.
Плавать может с минимальной подготовкой, есть функция заднего хода для плавания, есть помпа для откачки воды. Все 6 опорных катков с каждого борта — с гидроамортизаторами.

## Модификации
- БМП-3К — боевая машина пехоты командирская, разработана на базе БМП-3 и предназначена для действий в составе подразделения, управления боем, связи с другими подразделениями и с вышестоящим звеном управления. Основные тактико-технические характеристики и вооружения аналогичны БМП-3. Машина оснащена навигационной аппаратурой, двумя радиостанциями, приёмником, аппаратурой внутренней связи на семь абонентов, автономным генератором и радиолокационным ответчиком. Радиостанция Р-173, дальность связи до 40 км[22].
- БМП-3Ф — боевая машина морской пехоты, создана на базе БМП-3 и предназначена для ведения боевых действий подразделениями морской пехоты, пограничными и береговыми войсками в прибрежной зоне, на побережье и при высадке морского десанта. От БМП-3 отличается увеличенным запасом плавучести и остойчивости машины, исключено оборудование для самоокапывания, установлены телескопическая воздухозаборная труба и облегчённый водоотражающий щиток, введены водоотражающие щитки на башне. Обладает высокой манёвренностью на плаву, может двигаться при волнении воды силой до 3 баллов (высота волн 0,5—0,75 м) и вести стрельбу с требуемой точностью при волнении до 2 баллов (высота волн 0,1—0,5 м). При работающем двигателе может находиться в воде до 7 часов и передвигаться со скоростью до 10 км/ч. Способна выходить на берег в условиях прибойной волны и буксировать однотипное изделие. На машине установлен новый основной прицел «СОЖ» со встроенным лазерным дальномером и каналом управления ПТУР (отличается лучшими эргономикой и надёжностью — например, юстировка лазерного дальномера КДТ-2 в составе прицела 1К13-2, установленного над стволом пушки, легко сбивалась при минимальном внешнем воздействии[23]).
- БМП-3М — усовершенствованная модификация БМП-3. Превосходит базовую версию по подвижности и огневой мощи благодаря установке нового турбированного двигателя УТД-32 мощностью 660 л. с. и усовершенствованной системы управления огнём, позволяющей распознавать цели и вести прицельную стрельбу на больших дальностях и скоростях движения. Отличается повышенной защищённостью за счёт установки дополнительных броневых экранов и комплекса активной защиты «Арена-Э», который обеспечивает защиту машины от управляемых и неуправляемых противотанковых ракет и гранат противника. СУО позволяет автоматически распознавать, сопровождать и атаковать цели в движении[24]. Дальность распознавания цели типа танка составляет 4500 м[25]. Установленные бортовые экраны защищают от поражения бронебойными пулями калибра 12,7 мм, а также снижают воздействие кумулятивной струи[26]. Десантирование солдат производится через кормовой люк, что несколько осложнено необходимостью переползания десанта через двигатель.
- БМП-3 с комплексом оптико-электронного противодействия «Штора-1» обеспечивает эффективную защиту машины от поражения ПТУР с полуавтоматическими и автоматическими системами наведения. Высокая эффективность комплекса была подтверждена в ходе выставки IDEX-2003 на полигоне Макатра. При стрельбе по машине различными ПТУРами с дальности 3000 м ни одна из ракет не достигла цели.
- БМП-3 с динамической защитой «Кактус» продемонстрирована на выставке в Омске в 2001 году. Блоки динамической защиты, нечувствительной к прострелу пулей калибра 12,7 мм[27], расположены на бортовых и лобовых частях корпуса и башни совместно с резинотканевыми и решётчатыми экранами. Дополнительная защита значительно повышает живучесть БМП в условиях применения лёгких противотанковых средств с кумулятивными боевыми частями. Комплекс вооружения, система управления огнём, внутренняя компоновка, моторно-трансмиссионное отделение аналогичны базовому образцу. В связи с увеличением массы БМП этой модификации не может плавать. При демонтаже дополнительной защиты эта способность возвращается, так как водомётные двигатели сохранились. Машина имеет бо́льшие габариты по ширине (до 3,97 м) и длине корпуса (до 7,16 м).
- БМП-3 с боевым модулем «Бахча-У» отличается современной системой управления огнём и единым механизмом заряжания нового боекомплекта управляемых и неуправляемых 100-мм выстрелов. Управляемая ракета 9М117М1-1 «Аркан» обеспечивает поражение современных танков с динамической защитой на дальности до 5500 м (по некоторым данным — 6000 м). Выстрел ЗУБК23-3 с ПТУР имеет массу 21,5 кг и длину 1185 мм. Новый 100-мм осколочно-фугасный выстрел ЗУОФ19 имеет дальность стрельбы 6500 м и по сравнению со штатным снарядом его эффективность и рассеивание в 2,5—3 и 2 раза лучше соответственно. Применение нового 30-мм бронебойно-подкалиберного снаряда 3УБР8 «Кернер» существенно повышает эффективность стрельбы по легкобронированным целям.
- БМП 3 с комплексом активной защиты «Арена» , представлена в 2003 году.
- БМП-3 с боевым модулем «2А75» — отличается от базовой модификации, в замене боевого комплекса «Бахча» на 125-мм орудие 2А75, является более ранней модификацией БМП-3М «Драгун 125» .[28]
- БМП-3М «Драгун» — модернизация БМП-3М, представленная в 2015 году. Моторно-трансмиссионное отделение перенесено вперёд и перекомпоновано десантное отделение; десантирование производится через аппарель. Силовую установку составляет вариант двигателя типа УТД-32Т мощностью 816 л. с. с турбонаддувом, четырёхтактный, с непосредственным впрыском топлива, жидкостного охлаждения, многотопливный, с сухим картером.[29].
- БМП-3М «Драгун 125» — модернизация БМП-3М , с боевым модулем включающий в себя 125-мм орудие 2А75 . Моторно-трансмиссионное отделение перенесено вперёд и перекомпоновано десантное отделение; десантирование производится через аппарель. Силовую установку составляет вариант двигателя типа УТД-32Т мощностью 816 л. с. с турбонаддувом, четырёхтактный, с непосредственным впрыском топлива, жидкостного охлаждения, многотопливный, с сухим картером.[7]
- БМП-3 «Деривация» — версия с необитаемым модулем АУ220М, включающим 57-мм автоматическую пушку, представленная в 2015 году.[29][30]
- БМП-3 с двигателем 3ТД-4 — в начале 2000-х в Харькове переоборудовали одну БМП-3, установив на неё дизельный двигатель 3ТД-4 (600 л. с.)[31]
- БМП-3 «Манул» — представленный в 2020 году вариант с передним расположением двигателя УТД-32Т мощностью 660 л. с., вооружённый необитаемым модулем с 30-мм пушкой, 7,62-мм пулемётом, ПТУР «Корнет».[32]
- БМП-3 MICV — экспортная модификация БМП-3 с СУО на иностранных комплектующих.
- БМП-3 «Витязь» — БМП-3 с СУО «Витязь»
- БМП-3 обр. 2015 года — БМП-3 с установкой противокумулятивных решёток, новой СУО с прицелом «Содема»
- БМП-3 обр. 2017 года — БМП-3 с установкой прицела «Содема» и ночным прибором наблюдения командира ТКН-АИ
- БМП-3 обр. 2021 года — БМП-3 с установкой боевого модуля «Бережок»
- Б-19 — БМП-3 с установкой боевого модуля «Эпоха».[33]

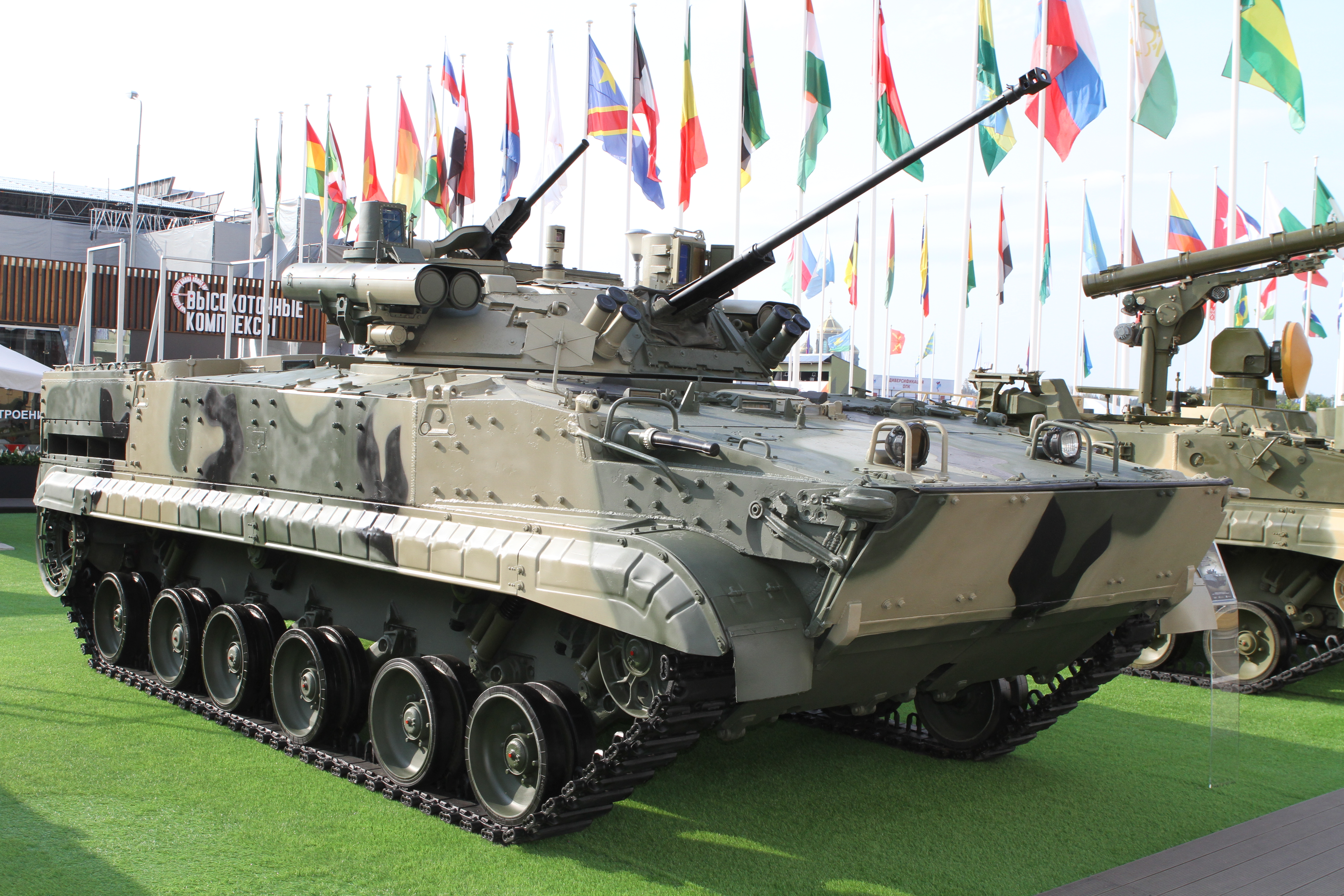
C модулем Бережок
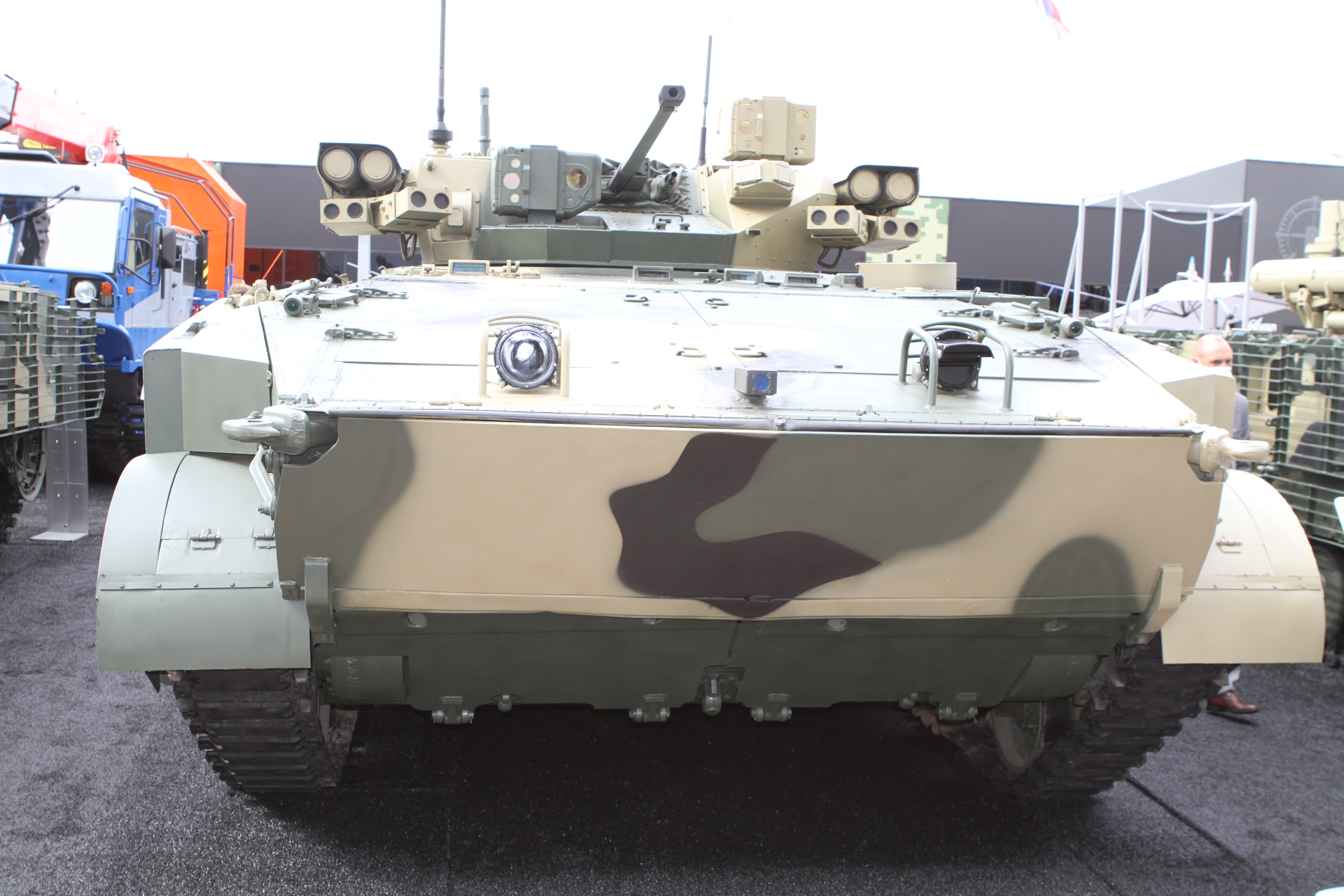
«Манул» с модулем Бумеранг-БМ
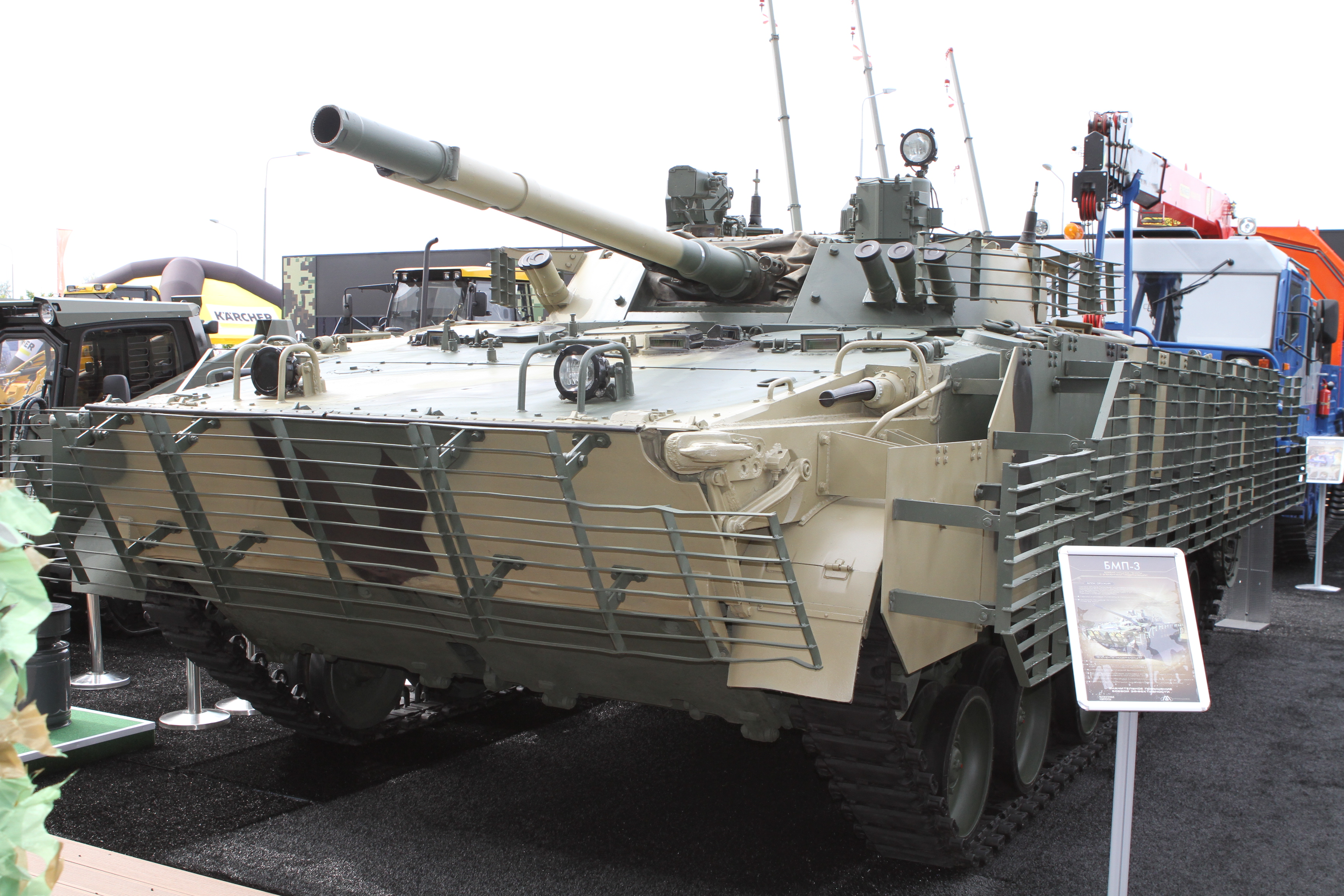
C модулем Бахча-У и дополнительным навесным бронированием на форуме Армия-2020.
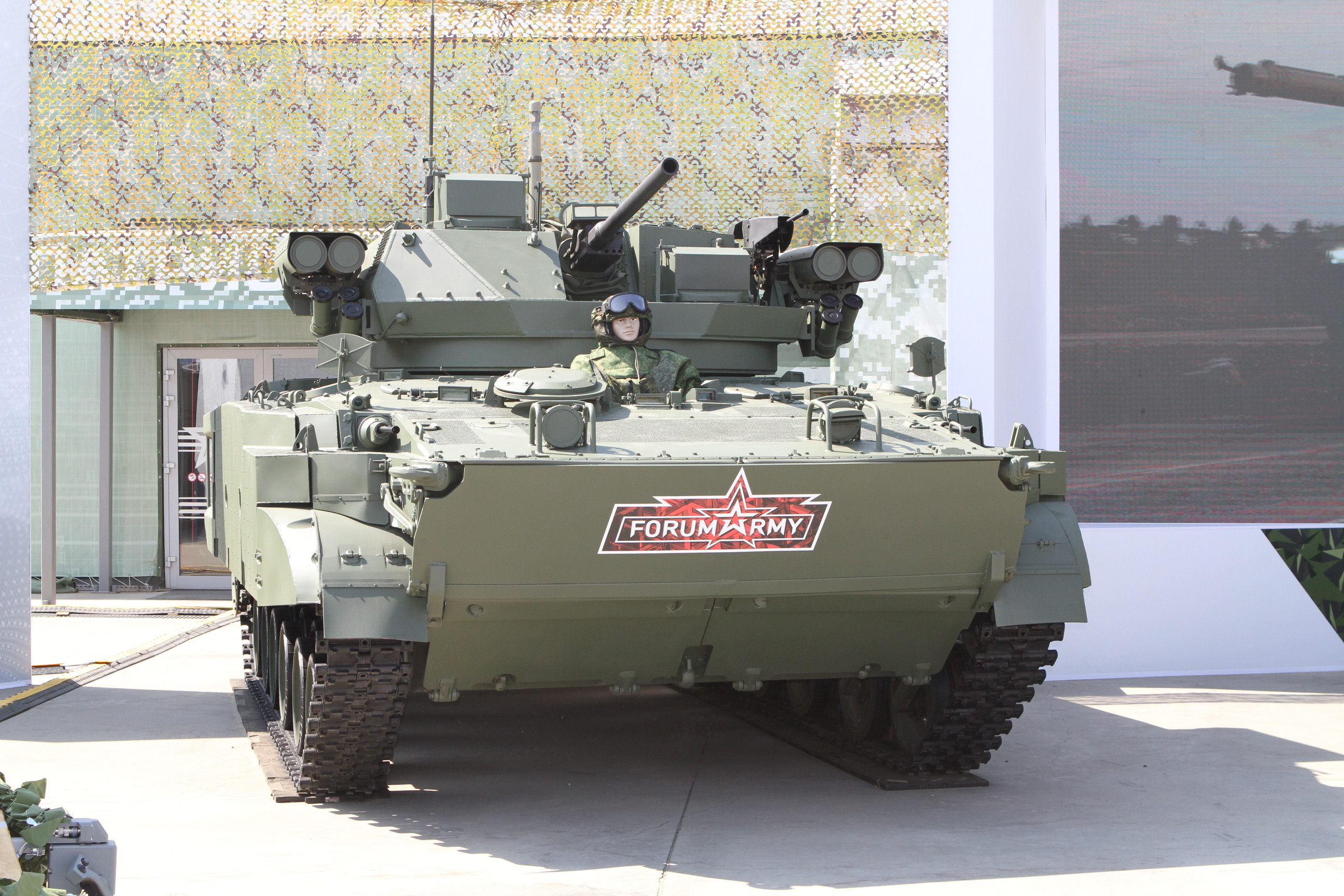
Б-19 с модулем «Эпоха» на форуме Армия-2022.
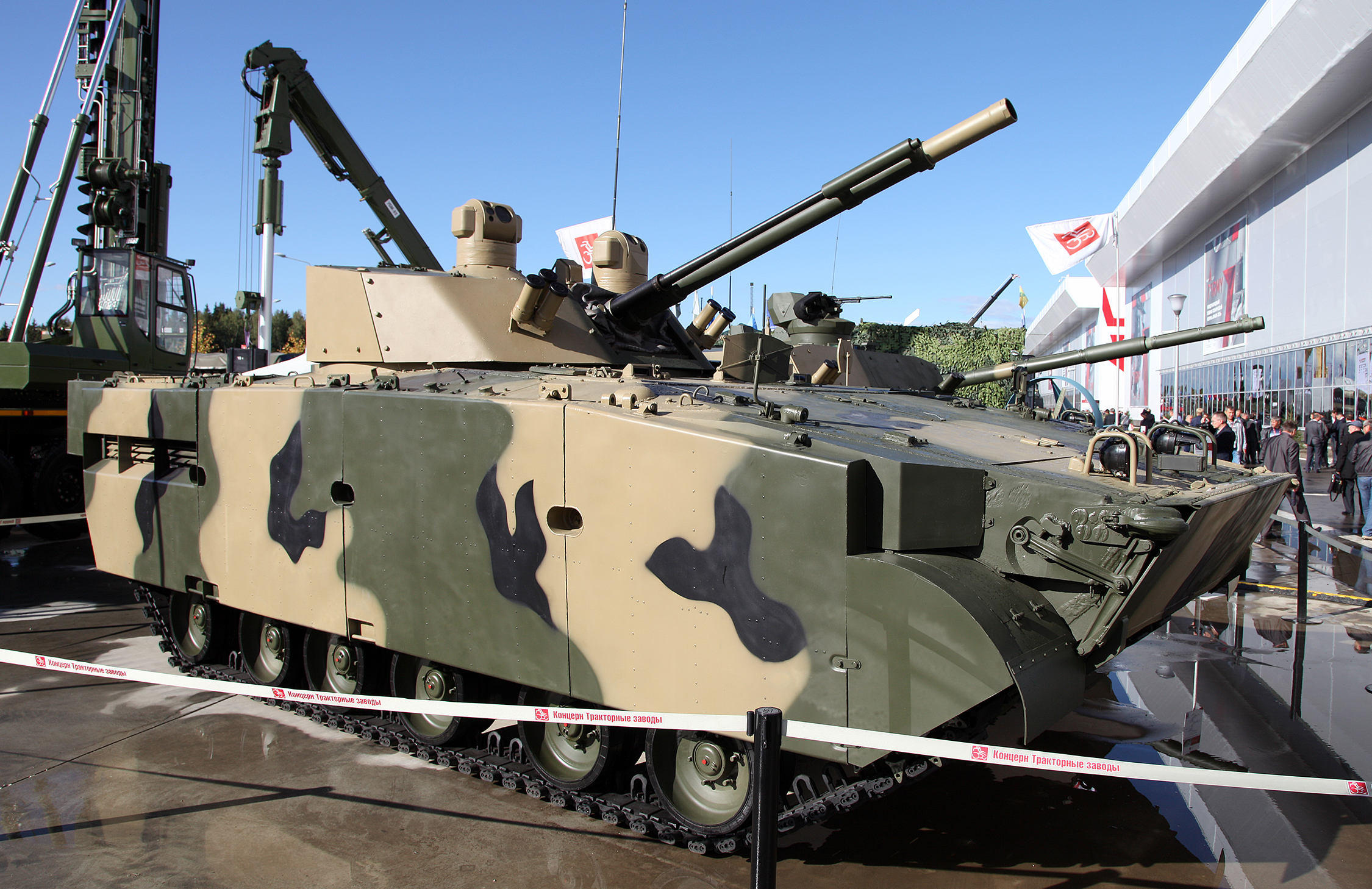
БМП-3М «Драгун» с модулем БМ 100+30

## Машины на базе БМП-3
- БРМ-3К «Рысь» — боевая разведывательная машина войсковой разведки. Предназначена для действий разведывательных и специальных подразделений в тылу противника. Корпус, силовой агрегат и ходовая часть аналогичны БМП-3. Основное вооружение — 30-мм пушка двустороннего заряжания 2А72 (скорострельность 300 выстр./мин.) со спаренным 7,62-мм пулемётом ПКТ. Для борьбы с бронированными целями имеется 4 ПТУР в укладке. Экипаж вооружён автоматами (боекомплект 1800 патронов) и 15 ручными гранатами. Машина оснащена системой обнаружения целей и передачи данных командованию части, навигационной системой 1Г50 с новым гирокомпасом, средствами связи (Р-163-50У, Р-163-50К, Р-163-У, дальность передачи данных до 100—350 км), фильтровентиляционной установкой и системой пожаротушения. Принята на вооружение в 1995 г., близка к БМП-3 по подвижности и защищённости. Комплекс приборов разведки обеспечивает поиск, обнаружение и опознавание целей в различных условиях, обработку и передачу полученной информации по назначению. В его состав входят: тепловизионный прибор разведки ШН71, ночной активно-импульсный прибор наблюдения 1ПН61, лазерный дальномер ПЛД «Фауна-М» (1Д14), радиолокационная система 1РЛ133-1 (ПСНР-5 «Кредо»), приёмопередатчик которой установлен на отдельном карданном подвесе и может подниматься на высоту 1 м, а также устанавливаться на треноге вне машины. Встроенные средства топогеодезического обеспечения (полуавтоматический гирокомпас 1Г50, навигационная аппаратура ТНА-4 и др.) обеспечивают машину цифровой навигационной информацией и отображают её местоположение на топографической карте. При необходимости в этих целях могут быть использованы визир ориентирования, а также башенные устройства совместно с комплексом средств разведки. Масса БРМ-ЗК «Рысь» составляет 19,6 т, экипаж — 6 человек, высота — 2,57 м.
- БТ-3Ф — бронетранспортёр для морской пехоты.
- БРЭМ-Л «Беглянка» — бронированная ремонтно-эвакуационная машина на базе боевой машины пехоты, с крановой стрелой и тяговой лебёдкой.
- 2С17 «Нона-СВ» — проект батальонной 120-мм САУ на базе БМП-3 (были также варианты на базе 2С1 и БМП-2) с изменённой и удлинённой башней и орудием 2А51, которое присутствует на 2С9. Экипаж машины вырос до четырёх человек. На машине стоит шесть 81-мм дымовых гранатомётов 902В «Туча».
- 2С18 «Пат-С» — опытная полковая 152-мм САУ.
- 2С31 «Вена» — батальонная 120-мм САУ.
- Объект 699 — универсальное гусеничное шасси.
- УР-93 — установка разминирования на базе БМП-3. Впервые продемонстрирована в 2007 году в Нижнем Тагиле на выставке RDE-2007.
- УР-07 «Пересортировка» — установка разминирования на базе БМП-3.
- 9П157-2 — боевая машина противотанкового ракетного комплекса «Хризантема-С».
- 9П157-4 — машина управления батареей противотанкового ракетного комплекса «Хризантема-С».
- 9П161 — шасси самоходного ПТРК 9К128 «Корнет-С» на шасси БМП-3 с двумя ПУ, каждая с 1 направляющей и автоматом заряжания.
- 9П162 — шасси самоходного ПТРК 9К128-1 «Корнет-Т» на шасси БМП-3 с двумя ПУ, каждая с 1 направляющей и автоматом заряжания.
- АДЗМ «Восторг-2» — авиатранспортабельная дорожно-землеройная машина на базе БМП-3.
- ТКБ-841 — российская опытная зенитная самоходная установка из состава зенитного ракетно-артиллерийского комплекса 30Ю6 «Панцирь-С1-О»
- 2С38 «Деривация-ПВО» — зенитная версия с 57-мм пушкой.
- ПРП-5 — подвижный разведывательный пункт пятого поколения, выполненный на гусеничной базе, оснащенный множеством современного оборудования: горизонтируемое подъёмно-мачтовое устройство, позволяющее вести разведку на большие расстояния; тепловизионные и телевизионные каналы, которые обеспечивают высокое качество изображения; лазерный дальномер, необходимый для точной оценки расстояния до целей; радиолокационная станция для разведки наземных объектов; система оповещения о лазерном облучении и постановки аэрозольных помех, обеспечивающая безопасность; беспилотники со стабилизированными тепловизионными камерами, которые дополняют разведданные; дистанционно-управляемый модуль с 12,7-мм пулемётом, тепловизионным прицелом и лазерным дальномером, позволяющий вести огонь с высокой точностью.[34]

## Оценки
Суворов Сергей Викторович, пресс-секретарь ЗАО «Военно-промышленная компания», эксперт в области бронетанковых вооружений, полковник запаса танковых войск, кандидат военных наук:

До того, как мне самому пришлось поэксплуатировать БМП-3, я не раз слышал самые разные отзывы об этой машине, в большинстве своём отрицательные и, в основном, от тех, кто её живьём не видел. В течение трёх лет я на собственном опыте смог оценить все недостатки и преимущества БМП-3. Моё мнение — машина замечательная, другой такой в мире нет, а значит, эта машина имеет право на существование и дальнейшее развитие. Подтверждением этих слов является контракт на закупку БМП-3 армией ОАЭ. А ведь решение на закупку этих машин правительство ОАЭ приняло после всесторонних конкурсных испытаний в этой стране российской БМП-3, американской М2А1 Bradley и английской MCV80 Warrior.

Хотя благодаря 100-мм пушке БМП-3 представляет бо́льшую опасность для бронированных машин и укреплённых позиций пехоты, чем БМП-2, столь значительное орудие является причиной ряда недостатков машины. Чтобы разместить орудие, десантный отсек был сокращён на 2 места, к тому же, спешиваться десант должен через люк в крыше, что существенно менее безопасно, чем выход с задней рампы. Боеприпасы от 100-мм орудия существенно сокращают вероятность выживания экипажа и десанта внутри БМП-3 в случае пробоя брони, кроме того отмечается низкая скорострельность 100-мм пушки. Защита машины также существенно уступает западным аналогам. В частности, эксперты RUSI из недостатков отмечают отсутствие композитной брони по бокам уровня имеющейся на боевых машинах западных БМП, а также отсутствие противоминной защиты.
Военный аналитик Джек Уотлинг считает, что 30-мм пушка БМП-2 в условиях вторжения России на Украину показала достаточную огневую мощь для ближнего боя. При этом, по оценкам военного аналитика Генри Шлоттмана, экспортная стоимость БМП-3 составляет $1 100 000, тогда как БМП-2 — всего $300 000. По результатам применения российских БМП на Украине МО РФ предложило Курганмашзаводу рассмотреть возобновление выпуска БМП «более раннего поколения», а также сам Курганмашзавод начал работу над новой модификацией БМП-3М «Манул» без 100-мм пушки и возможности преодолевать препятствия вплавь, но с увеличенным десантным отсеком и усиленной бронёй.
Российский научно-исследовательский институт (38-й НИИИ БТ МО) провёл испытания захваченной американской БМП Bradley M2A2. Результаты испытаний показали превосходство БМП Bradley M2A2 над БМП-3 применяемой ВС РФ по основным параметрам: противоснарядная, противопульная и противоминная стойкость, что достигается конструкцией машины.

## На вооружении
- Азербайджан — 46 БМП-3, по состоянию на 2024 год[40]. Всего заказано 119 единиц в 2016 году[41].
- Ирак — около 90 БМП-3М, по состоянию на 2024 год.[42] Первая партия получена в 2018 году[43][44].
- Венесуэла — 123 БМП-3 различных модификаций, по состоянию на 2024 год[45].
- Индонезия — 54 БМП-3Ф и 1 БРЭМ-Л, по состоянию на 2024 год.[46]
- Кипр — 43 БМП-3 по состоянию на 2024 год[47]. Контракт на поставку заключён в 1995 году на $68 млн[48]
- Кувейт — 122 БМП-3 и 103 БМП-3М, по состоянию на 2024 год[47]
- ОАЭ:
  - Президентская гвардия ОАЭ — 250 БМП-3 в активной эксплуатации, по состоянию на 2024 год.[47] Всего было куплено 390 БМП-3 в 1990-х годах. В 2025 году заключено соглашение о модернизации 615 БМП-3 совместно предприятиями EDGE Group и FNSS.[49]
- Россия:
  - Сухопутные войска — 350 БМП-3/-3М по состоянию на 2024 год[50]
  - Береговые войска ВМФ — 70 БМП-3 и 40 БМП-3Ф по состоянию на 2024 год[51]
- Туркменистан — 4 БМП-3, по состоянию на 2024 год.[47]
- Украина — 40 БМП-3 на вооружении у Сухопутных войск Украины и неизвестное количество на вооружении у Морской пехоты Украины по состоянию на 2024 год[52]. Около 60 единиц БМП-3, из числа захваченных в ходе вторжения России на Украину, были поставлены на вооружение в 2023 году[53]

### Несостоявшиеся поставки
- Греция: в 2008 году заказано 420 БМП-3[54] на сумму более 1,2 млрд евро[55]. 22 июня 2009 года было заявлено о финальной стадии оформления контракта на 1000 машин[56]. Но в связи с экономическим кризисом контракт был заморожен.
- Саудовская Аравия: в 2015 году рассматривалась покупка 950 БМП-3 и машин на её базе, но контракт не был заключён из-за невозможности выполнить его в требуемые заказчиком сроки[57].

### Небоевые эксплуатанты
- США: одна БМП-3 поставлена из Украины[58].

### Бывшие эксплуатанты
- Республика Корея — 40 БМП-3, по состоянию на 2022 год[59]. Около 33 машин передано в счёт долга СССР в 1995, поставки которых осуществлялись в период с 1996 по 1998 годы; ещё около 37 машин передано в 2002 году, поставки которых осуществлялись в период с 2005 по 2006 годы[48]. В 2023 году начата процедура списания и замены на K21 и K200 из-за проблем с закупкой запчастей для БМП-3.

## Служба и боевое применение
- Применялись российскими вооружёнными силами в ходе Первой чеченской войны[60]. 2 января 1995 года при миномётном обстреле в Грозном произошёл взрыв склада боеприпасов, почти полностью уничтоживший стоявшую поблизости колонну мотострелкового батальона 74-й отдельной мотострелковой бригады на БМП-3. Из-за нехватки танков машины использовались вместо танков в группировке Рохлина[61].
- Использовались ОАЭ при вмешательстве в вооружённый конфликт в Йемене[62], в том числе, вероятно, передавались войскам Южного Йемена[63]. Зафиксирована одна потеря БМП-3: одна из машин, принадлежащих ОАЭ, подорвалась на противотанковой мине, установленной хуситами[64].
- Применялись во время вторжения России на Украину. По состоянию на 17 апреля 2024 года, минимум 430 российских БМП-3 были уничтожены, повреждены, брошены или захвачены украинской стороной, из них около 60 используются ВСУ[53][65].

## Стоимость
На 2019 год цена на одну БМП-3 составляла 85 944 658 рублей.

## Изображения

БМП-3 на международном форуме «Технологии в машиностроении» в 2012 году
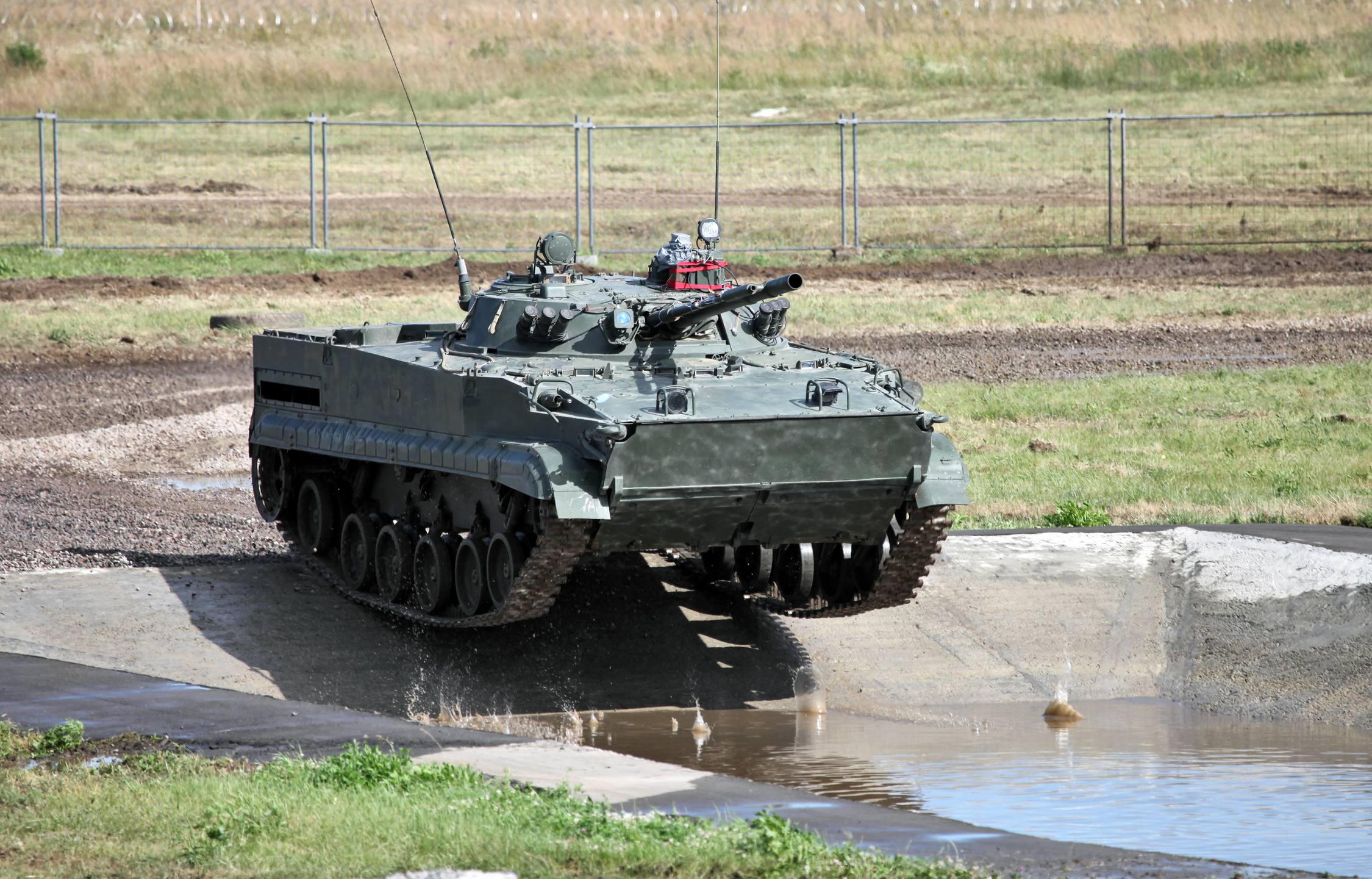
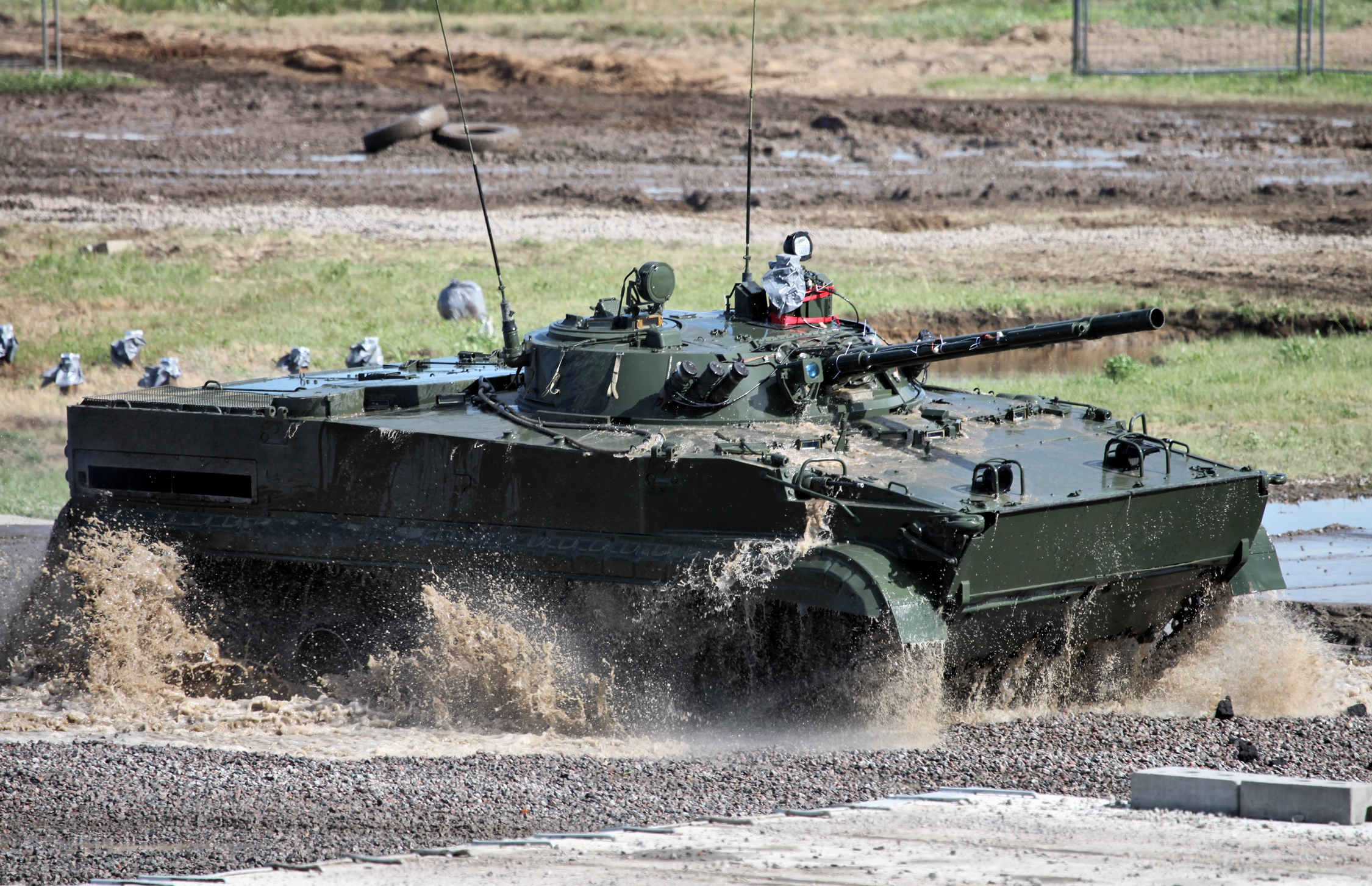
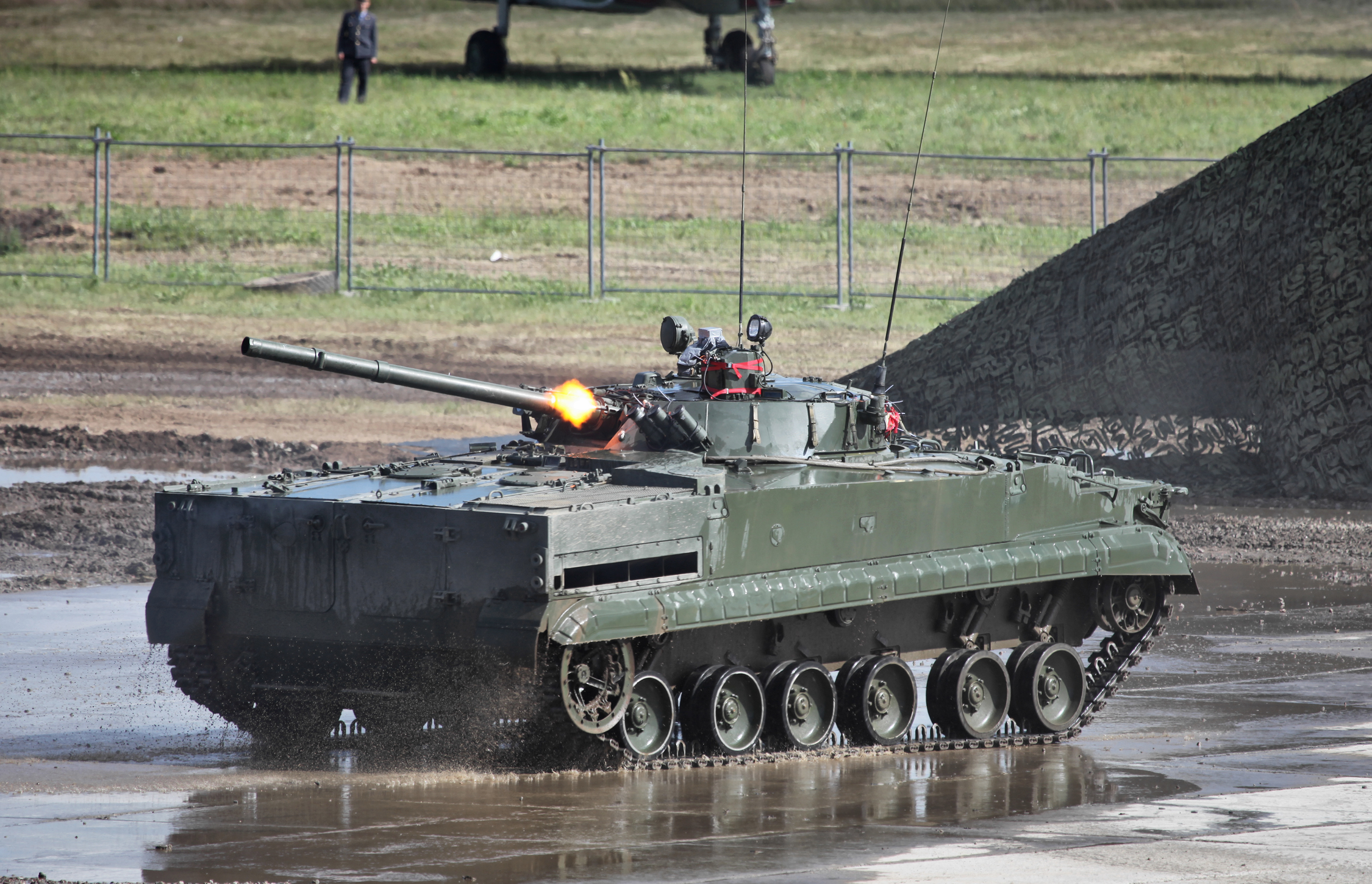
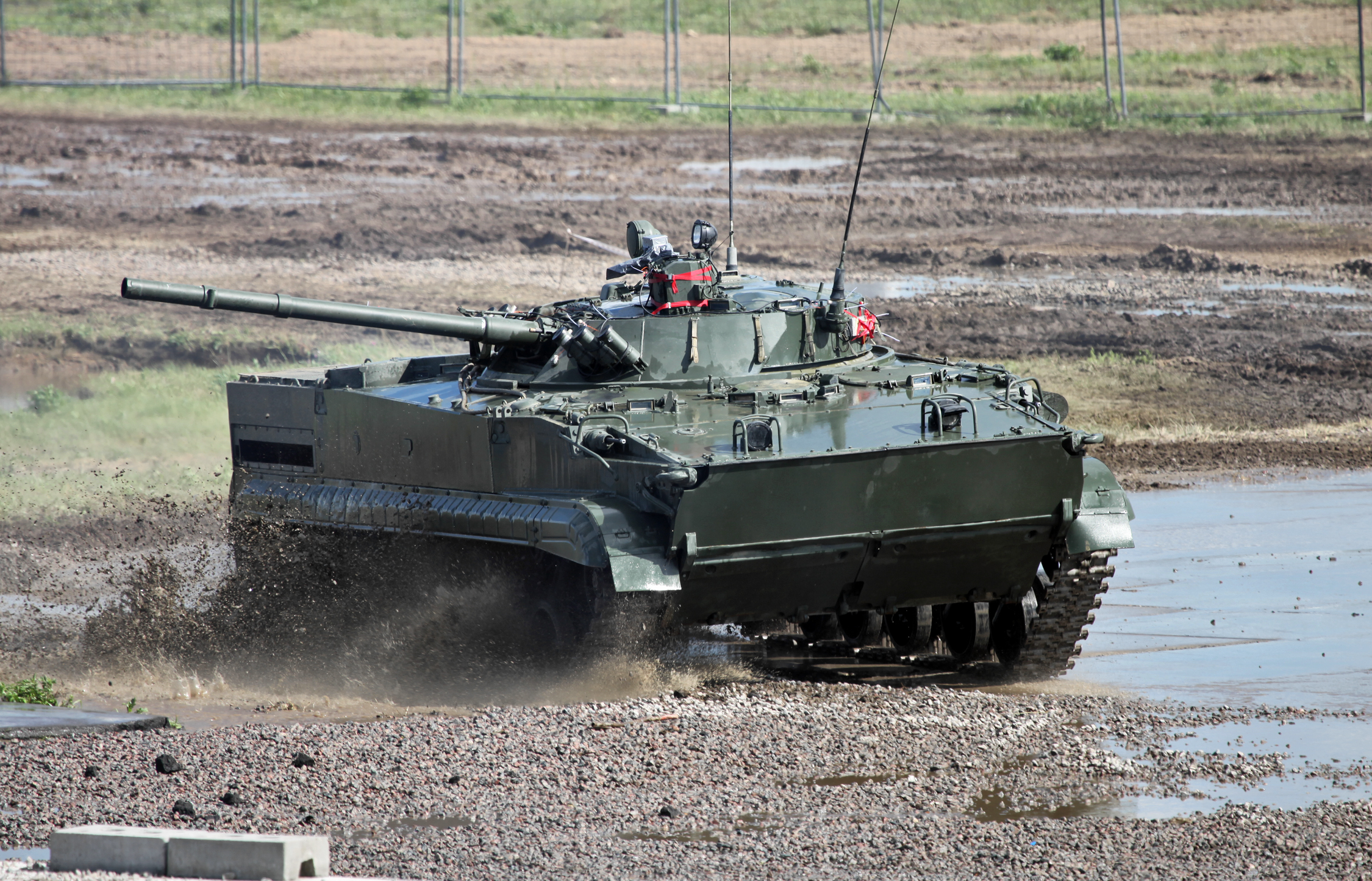
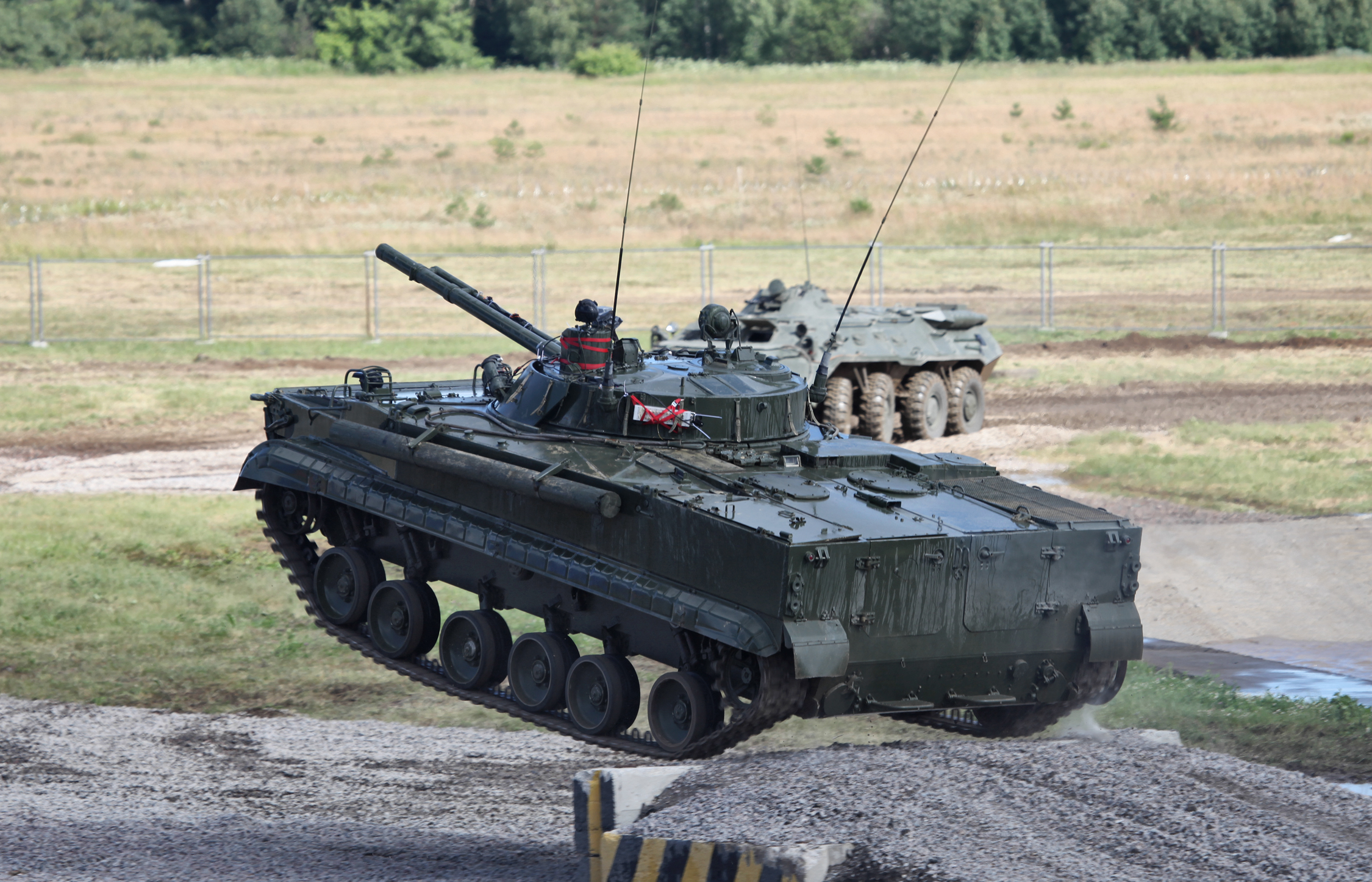
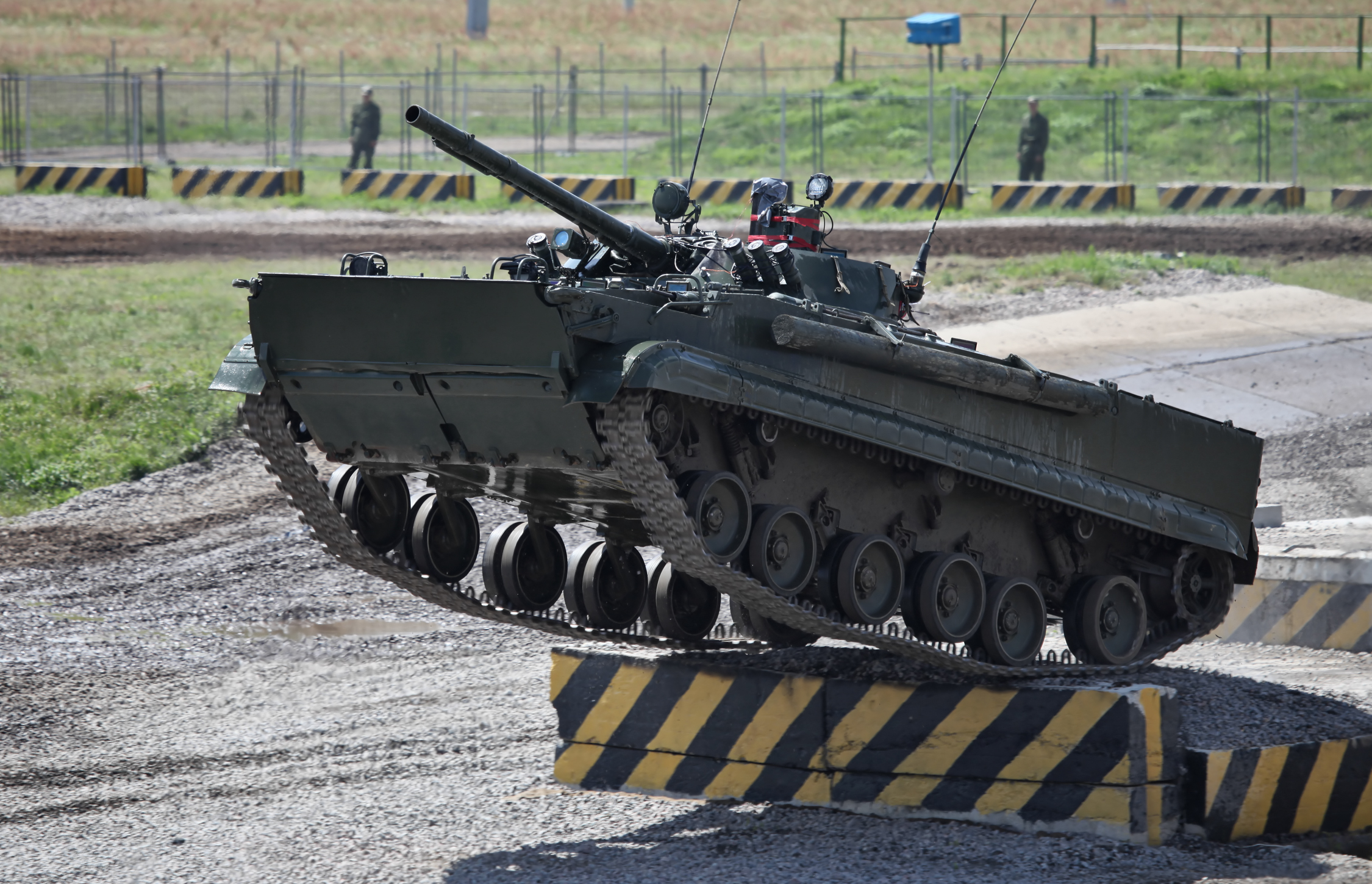